# Henry Bourchier, 1. Earl of Essex

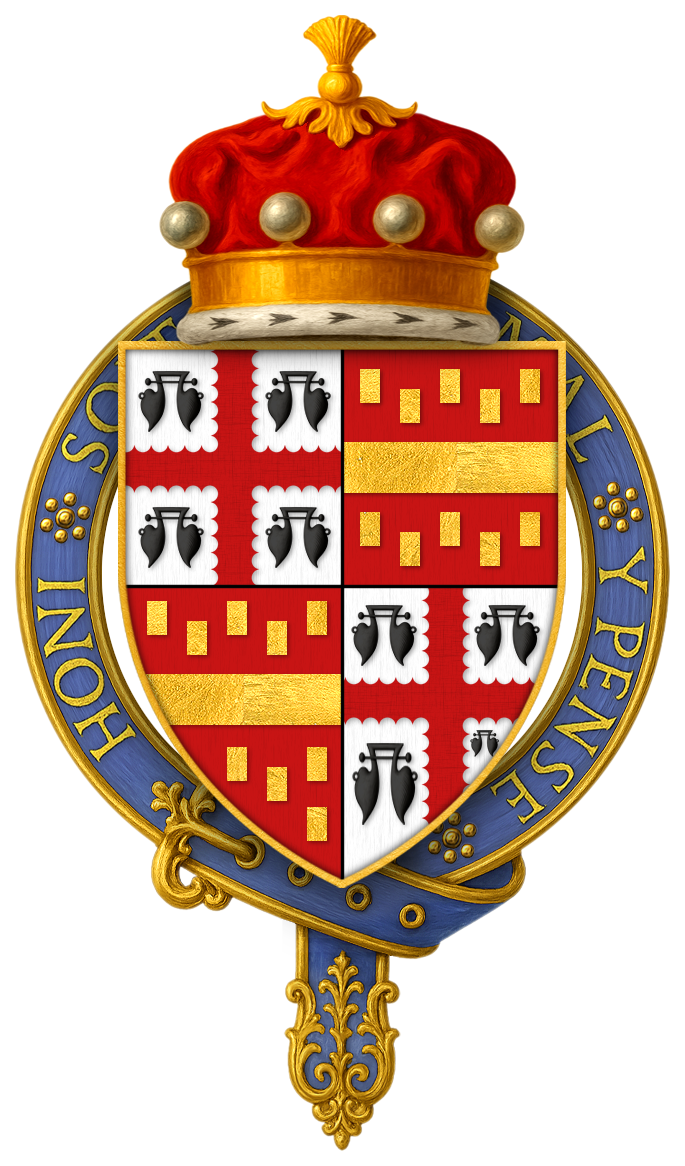
Wappen des Henry Bourchier, 1. Earl of Essex

Henry Bourchier, 1. Earl of Essex, 2. Count of Eu (* um 1409; † 4. April 1483) war ein englischer Adliger.

## Leben
Er war der älteste Sohn des englischen Ritters Sir William Bourchier († 1420) aus dessen Ehe mit Anne of Gloucester, einer Tochter von Thomas of Woodstock, 1. Duke of Gloucester und Enkelin von König Eduard III. Sein Vater wurde 1419 zum Count of Eu erhoben.
1426 heiratete er Isabella Plantagenet (1409–1484), Tochter des Richard of Conisburgh, 1. Earl of Cambridge, und Schwester des Richard Plantagenet, 3. Duke of York.
Bereits in jungen Jahren diente er im Hundertjährigen Krieg gegen Frankreich und war 1430 im Gefolge König Heinrichs VI. und des Duke of York in Calais. Von seinem Vater hatte er den Titel des Count of Eu geerbt und wurde als solcher um 1431 erstmals ins House of Lords einberufen. Beim Tod seiner Cousine zweiten Grades Elizabeth Bourchier, 4. Baroness Bourchier, erbte er 1433 auch den Titel 5. Baron Bourchier. Er diente unter dem Duke of York in Frankreich und wurde 1440 zum Lieutenant-General und 1443 zum Captain der Stadtfestung Le Crotoy in der Picardie ernannt. 1446 wurde er zum Viscount Bourchier erhoben. Seine Ländereien der Grafschaft Eu in der Normandie gingen im Verlauf des Hundertjährigen Krieges spätestens 1450 an deren ehemaligen französischen Besitzer, Charles d’Artois, comte d’Eu, verloren.
1451 diente er als Richter (Commissioner of oyer and terminer) in Kent und Sussex. 1452 wurde er als Knight Companion in den Hosenbandorden aufgenommen. Nachdem sein Schwager, der Duke of York, am 22. Mai 1455 in der Ersten Schlacht von St Albans Heinrich VI. gefangen genommen und die Macht an sich gerissen hatte, wurde Bourchier am 29. Mai zum Lord High Treasurer of England ernannt. Er hatte dieses Amt bis zum 5. Oktober 1456 inne. Gleichwohl verhielt sich Bourchier in den Rosenkriegen zunächst neutral Position und stellte sich erst 1460 deutlich auf die Seite des Hauses York, als er auf deren Seite an der Schlacht von Northampton teilnahm.
Nachdem sein Neffe Eduard IV. den Thron übernommen hatte, wurde er am 30. Juni 1461 zum Earl of Essex erhoben. Er wurde daraufhin erneut zum Lord High Treasurer ernannt und hatte dieses Amt für ein Jahr inne. Der König belehnte ihn mit zahlreichen Gütern in Northumberland und weiteren Counties. 1471 wurde er wieder zum Lord High Treasurer ernannt und hatte dieses Amt bis zu seinem Tod inne. Am 28. Mai 1473 schlug er einen Landungsversuch des John de Vere, 13. Earl of Oxford an der Küste nahe St Othyth’s Abbey in Essex zurück. Im selben Jahr hatte er kurzzeitig das Amt des Lord Keeper of the Great Seal inne, während das Amt des Lordkanzlers vakant war.

## Nachkommen
Aus seiner Ehe mit Isabella hatte er zehn Kinder:
- William Bourchier, Viscount Bourchier († 1480), ⚭ (1) Isobel de Vere, Tochter des John de Vere, 12. Earl of Oxford ⚭ Lady Anne Wydville, Tochter des Richard Wydville, 1. Earl Rivers;
- Sir Henry Bourchier († 1458), ⚭ Elizabeth de Scales, 8. Baroness Scales;
- Humphry Bourchier, 1. Baron Cromwell (⚔ 1471), ⚭ Joan Stanhope;
- Sir John Bourchier († 1495), ⚭ (1) Elizabeth Ferrers, 6. Baroness Ferrers of Groby, Witwe des Sir Edward Grey, ⚭ (2) Elizabeth Chichele;
- Sir Thomas Bourchier († 1491), ⚭ (1) Isabel Barre, Witwe des Humphrey Stafford, 1. Earl of Devon, ⚭ (2) Anne Andrews, Witwe des Sir John Sulyard;;
- Sir Edward Bourchier (⚔ 1460);
- Fulk Bourchier († jung);
- Hugh Bourchier († jung);
- Lady Isabel Bourchier († jung);
- Lady Florence Bourchier († 1526).

Da er seinen ältesten Sohn William überlebte, erbte dessen ältester Sohn Henry seine Adelstitel.